# Detlef Oesterreich
Detlef Oesterreich (* 23. Januar 1943; † 6. Oktober 2016 in Berlin) war ein deutscher Geisteswissenschaftler.

## Werdegang
1961 belegte er ein Studium der Germanistik und Geschichte an der FU Berlin, von 1962 bis 1968 studierte er Psychologie an der FU Berlin. Seine Promotion 1974 hatte das Thema: Autoritarismus und Autonomie. Er beteiligte sich an Untersuchungen über berufliche Werdegänge, soziale Einstellungen, Sozialisationsbedingungen und Persönlichkeitsmerkmale ehemaliger Industrielehrlinge bei Klaus Holzkamp. Von 1968 bis 2006 war er Wissenschaftlicher Mitarbeiter am Berliner Max-Planck-Institut für Bildungsforschung. Von 2007 bis 2016 war Oesterreich stellvertretender Geschäftsführer und wissenschaftlicher Leiter des BIS – Berliner Institut für Sozialforschung GmbH.

## Wissenschaftliche Arbeiten
Autoritarismus in Verbindung mit politischen Einstellungen und Fragen zur politischen Sozialisation stellen zentrale Bereiche der Forschungstätigkeiten von Oesterreich dar. Das Konzept der autoritären Reaktion als Basisreaktion menschlichen Verhaltens, das Oesterreich in kritischer Auseinandersetzung mit der Studie „The Autoritarian Personality“  von Theodor W. Adorno, Else Frenkel-Brunswik, Daniel Levinson und Nevitt Sanford entwickelt hat, stellt einen 'verhaltensnäheren Erklärungsansatz' für autoritäre Persönlichkeiten dar, der die Wechselseitigkeit von Autorität, dem Bedürfnis nach Autorität und der Situation stärker in den Blick nimmt:
„Herrschaftsverhältnisse, die ausschließlich auf der Anwendung oder Androhung von Gewalt beruhen, sind keine Autoritätsverhältnisse. Sie sind allein durch das Machtpotential der Herrschenden definiert. Im Autoritarismusverhältnis ist dagegen an zentraler Stelle ein Bedürfnis der Beherrschten mitzudenken. Die Beherrschten benötigen etwas, was ihnen Autoritäten zu geben in der Lage sind. Der Autoritarismusbegriff thematisiert also die Beziehung zwischen Herrschenden und Beherrschten.“ 
Bezugnehmend auf die theoretische Fundierung seines Ansatzes der autoritären Reaktion greift Oesterreich auf zahlreiche Ideen, Theorien und Studien zurück. Die philosophische Grundposition stellt in Anlehnung an Immanuel Kant die Frage dar, warum sich Menschen gegen ihre Interessen verhalten, warum sie unmündig werden, also sich freiwillig unterwerfen. Die Autoritarismustheorie „…ist in ihrem Kern eine Theorie des irrationalen menschlichen Verhaltens.“
Weitere wichtige Bezugspunkte für die theoretische Herleitung stellen die Arbeiten von Erich Fromm (Escape of Freedom), Bruno Bettelheim, Milton Rokeach und Stanley Milgram (Obedience to Authority. An Experimental View) dar.
Oesterreich gliedert autoritäres Verhalten in zwei Grundmuster, einerseits ist es das Reaktionsmuster autoritärer Persönlichkeiten, anderseits ist es auch eine menschliche Reaktion in Krisen- und Extremsituationen. Mit dieser Position lenkt Oesterreich den Fokus ebenso auf die Bedingungen, die autoritäres Verhalten hervorrufen und immer wieder erzeugen. Zur Genese führt er aus: „Die autoritäre Persönlichkeit soll als lebensgeschichtlich und verfestigter Umgang mit dieser Reaktion verstanden werden.“
Grundlegende Auslöser für die autoritäre Reaktion sind dabei Angst und Verunsicherung. Für die Sozialisation autoritärer Persönlichkeiten ist es demnach entscheidend, wie es Menschen gelingt, Bindungen an Autoritäten abzubauen. Eine der Grundfragen der Erziehung bezieht sich deshalb auf die Förderung von Autonomie und Konfliktfähigkeit der Kinder durch ihre Eltern oder Bezugspersonen. Werden Kinder beständig hinsichtlich ihrer sozialen und kognitiven Kompetenzen überfordert oder verunsichert, so verfestigt sich bei ihnen die autoritäre Reaktion als Schutzmechanismus. Diese Kinder werden dann auch als Erwachsene Schutz bei Autoritäten, seien es Personen oder Instanzen, suchen. Oesterreich bezeichnet diesen Prozess auch als „…negative Theorie individueller Emanzipation.“
Zur Erfassung von Autoritarismus legt Oesterreich ein Instrument vor (1993, 1996, 1998), das sich auf das Verhalten und Erleben bezieht. Es werden Fragen zur Rigidität, Dogmatismus, Unterordnungsbereitschaft, Feindseligkeit, Orientierung an Macht und Stärke sowie zum Konformismus gestellt. Mit dieser Konstruktion, insbesondere der theoretischen Fundierung des Instruments begegnet Oesterreich zahlreicher Kritik, die an der „Studie der autoritären Persönlichkeit“ von Adorno et al. geübt wurde, wie beispielsweise die Erfassung von Ideologen anstatt des Verhaltens.
Später war Oesterreich maßgeblich am Civic-Education-Projekt des Berliner Max-Planck-Instituts für Bildungsforschung beteiligt, das seit 1996 Teil der internationalen Studie der International Association for the Evaluation of Educational Achievement war. Diese hat 1994 auf Initiative von Judith Torney-Purta eine zweite Untersuchung zur politischen Bildung von Jugendlichen seit 1975 begonnen, um den gesellschaftlichen und weltpolitischen Veränderungen seit den 1970er Jahren in diesem Forschungsbereich Rechnung zu tragen.

## Publikationen

### Monographien
- D. Oesterreich: Autoritarismus und Autonomie. Untersuchungen über berufliche Werdegänge, soziale Einstellungen, Sozialisationsbedingungen und Persönlichkeitsmerkmale ehemaliger Industrielehrlinge. Klett, Stuttgart 1974.
- D. Oesterreich: Die Berufswahlentscheidung von jungen Lehrern. (= Max-Planck-Institut für Bildungsforschung. Studien und Berichte. Band 46). Klett Verlag, Berlin/Stuttgart 1987. (PDF)
- D. Oesterreich: Lehrerkooperation und Lehrersozialisation. Deutscher Studien Verlag, Weinheim 1988.
- D. Oesterreich: Autoritäre Persönlichkeit und Gesellschaftsordnung. Der Stellenwert psychischer Faktoren für politische Einstellungen – eine empirische Untersuchung von Jugendlichen in Ost und West. Juventa, Weinheim u. a. 1993.
- C. Händle, D. Oesterreich, L. Trommer: Aufgaben politischer Bildung in der Sekundarstufe I. VS Verlag für Sozialwissenschaften, Wiesbaden 1999.
- D. Oesterreich: Flucht in die Sicherheit. Zur Theorie des Autoritarismus und autoritärer Reaktion. Leske + Budrich, Opladen 1996.
- D. Oesterreich: Politische Bildung von 14-Jährigen in Deutschland. Studien aus dem Projekt Civic Education. Leske + Budrich, Opladen 2002.
- D. Oesterreich, E. Schulze: Frauen und Männer im Alter. Fakten und Empfehlungen zur Gleichstellung. edition sigma, Berlin 2011.

### Graue Literatur/Berichte
- E. Berndt, H. Gothe, D. Oesterreich,  E. Schulze u. a.: Marktpotenziale, Entwicklungschancen, gesellschaftliche, gesundheitliche und ökonomische Effekte der zukünftigen Nutzung von Ambient Assisted Living (AAL)-Technologien. Rostock/Darmstadt/Berlin 2009. (PDF)
- Detlef Oesterreich, E. Schulze: Überschuldung von Privathaushalten. Psychische und soziale Folgen. Expertise für Bundesministerium für Familien, Senioren, Frauen und Jugend im Rahmen der Armuts- und Reichtumsberichterstattung. Berlin 2012. (PDF)
- A. Wilbrandt, E. Schulze, D. Oesterreich: Mylife – Technische Assistenz für Menschen mit Gedächtnisproblemen. Berlin 2013. (PDF)
- E. Schulze, A. Wilbrandt, K. Dietel, D. Oesterreich: Sozialwissenschaftliches Monitoring des "Effizienzhaus Plus mit Elektromobilität". Berlin 2013. (PDF)
- Sechster Landesgleichstellungsbericht. Zur Anwendung und Wirksamkeit des Landesgleichstellungsgesetzes des Landes Brandenburg (LGG). Berichtszeitraum: September 2008 bis Dezember 2013. (PDF)
- E. Schulze, D. Oesterreich, K. Dietel, A. Zirk, A. Engler: Sozialwissenschaftliches Monitoring des "Effizienzhaus Plus mit Elektromobilität". Testzeitraum Mai 2014 bis Juni 2015. Berlin 2015. (PDF)